# Cantone di Nègrepelisse
Il Cantone di Nègrepelisse era una divisione amministrativa dell'arrondissement di Montauban.
È stato soppresso a seguito della riforma complessiva dei cantoni del 2014, che è entrata in vigore con le elezioni dipartimentali del 2015.
Comprendeva i comuni di:
- Albias
- Bioule
- Montricoux
- Nègrepelisse
- Saint-Étienne-de-Tulmont
- Vaïssac